# خانه امین التجار
خانه امین التجار مربوط به دوره قاجار است و در اصفهان، خیابان عبدالرزاق، حدفاصل تقاطع خیابان حکیم و چهارراه تختی واقع شده و این اثر در تاریخ ۲۸ آذر ۱۳۵۴ با شمارهٔ ثبت ۱۲۸۰ به‌عنوان یکی از آثار ملی ایران به ثبت رسیده‌است.